# Kevin Jonas
Paul Kevin Jonas II, poznan tudi kot Kevin Jonas ali K2, ameriški filmski in televizijski igralec ter glasbenik, *5. november 1987, Teaneck, New Jersey, Združene države Amerike.
Je član pop rock glasbene skupine Jonas Brothers, ki jo je ustvaril skupaj s svojima mlajšima bratoma, Joejem in Nickom Jonasom. Z glasbeno kariero je od bratov pravzaprav prvi začel Nick, vendar je založba, s katero je nameraval skleniti pogodbo, želela podpisati pogodbo z vsemi tremi brati, saj sta bila vodji Kevin in Joe Jonas všeč kot spremljevalna pevca.
V letu 2008 se je Kevin Jonas uvrstil na seznam najprivlačnejših živih moških.

## Zgodnje življenje
Paul Kevin Jonas II. se je rodil 5. novembra 1987 v Teanecku, New Jersey, Združene države Amerike kot prvi sin matere Denise, bivše učiteljice jezika in pevke in očeta Paula Kevina Jonasa st., tekstopisca, glasbenika in bivšega posvečenega ministra in pastorja Apostolske cerkve. Ima tudi tri mlajše brate, imenovane Joseph Adam "Joe" Jonas, Nicholas Jerry "Nick" Jonas in Franklin Nathaniel "Frankie" Jonas.
On in njegovi bratje imajo italijanske, nemške in irske korenine (ena izmed njihovih babic je Irka).

## Kariera

### Petje
Zgodaj leta 2005 je novi vodja založbe Columbia Records, Steve Greenberg, poslušal Nickov posnetek. Greenbergu je bil njegov glas všeč, kljub temu, da glasbenega albuma Nicholas Jonas ni maral. Po tem, ko je slišal pesem "Please Be Mine", ki so jo napisali in z njo nastopili Kevin, Nick in Joe Jonas, se je založba Daylight/Columbia Records odločila podpisati pogodbo z brati kot s tričlansko glasbeno skupino. Ko so podpisali pogodbo z založbo Columbia, so se bratje odločili, da bodo svojo skupino poimenovali "Sons of Jonas", kasneje pa so si premislili in skupino krstili za "Jonas Brothers".
It's About Time, njihov prvi skupinski glasbeni album, je izšel 8. avgusta 2006. Menedžer glasbene skupine je povedal, da je bil to album, ki so ga izdali v omejeni izdaji, ki je štela le nekaj več kot 50,000 kopij. Ker založba Sony ni izrazila želje, da bi brate promovirala tudi v prihodnosti, so Jonas Brothers prekinili pogodbo in zamenjali založbo. Pogodbo z založbo Columbia Records so prekinili zgodaj leta 2007.
Ko so bratje ostali brez založbe, so v februarju 2007 podpisali pogodbo z založbo Hollywood Records.
Ob približno istem času so se člani skupine Jonas Brothers začeli pojavljati v reklamah za stekleničke za dojenčke, kjer prepevajo ob spremljavi. Njihov drugi skupinski glasbeni album, ki so ga poimenovali kot Jonas Brothers, je izšel 7. avgusta 2007.2007. Že v prvem tednu od prodajanja je zasedel peto mesto na lestvici Billboard Hot 200.
Njihov tretji glasbeni album, A Little Bit Longer, je v Združenih državah Amerike izšel 12. avgusta 2008 in zasedel prvo mesto na lestvici Billboard 200.
16. junija 2009 je izšel četrti skupinski glasbeni album glasbene skupine Jonas Brothers. To je bil hkrati tudi tretji album, ki so ga izdali v sodelovanju z založbo Hollywood Records, poimenovali pa so ga kot Lines, Vines, and Trying Times. Z 247,000 prodanimi kopijami v prvem tednu od izida je album dosegel prvo mesto na lestvici Billboard 200.

### Igranje
17. avgusta 2007 so Kevin, Joe in Nick Jonas igrali v epizodi Disneyjeve televizijske serije Hannah Montana skupaj z Miley Cyrus. Epizoda se je prvič predvajala po premieri filma Srednješolski muzikal 2 in televizijski seriji Phineas in Ferb. Epizoda je podrla mnogo rekordov, saj si jo je ogledalo več kot 10.7 milijonov občinstva.
Kevin je skupaj z bratoma posnel Disneyjev televizijski film, imenovan Camp Rock, kjer so bratje igrali vse tri člane glasbene skupine "Connect Three". Kevin je igral kitarista skupine, "Jasona", Nick kitarista "Natea", Joe Jonas pa glavnega pevca v bandu in hkrati tudi glavno moško vlogo v filmu, "Shanea Graya".Soundtracki za film so izšli 17. junija 2008, film sam pa se je v Združenih državah Amerike in Kanadi prvič dva dneva pozneje, torej 20. junija 2008. V Združenih državah Amerike se je predvajal na kanalu Disney Channel, v Kanadi pa na kanalu Family.
Bratje so posneli tudi kratko resničnostno televizijsko serijo, naslovljeno kot Jonas Brothers: Living the Dream, ki se je na Disney Channelu prvič predvajala 16. maja 2008. Serija, ki se je predvajala vse do 5. septembra tistega leta, je spremljala življenje bratov med njihovo turnejo Look Me in the Eyes Tour. Ime turneje je navdihnila njihova pesem When You Look Me in the Eyes.
On in njegovi bratje (Nick, Joe in Frankie) trenutno igrajo v Disneyjevi televizijski seriji, imenovani JONAS.

## Zasebno življenje
Kevin, Nick in Joe Jonas nosijo prstane, ki po besedah Joeja Jonasa "simbolizirajo naše obljube sebi in Bogu, da bomo ostali čisti do poroke." Nick Jonas je povedal, da so prstani "samo eden izmed naših načinov, da se razlikujemo od vseh ostalih." Prstane naj bi začeli nositi, ko so jih njihovi starši, Kevin st. in Denise vprašali, če bi jih radi imeli. Bratje naj bi se vzdržali tudi alkohola, kajenja in ostalih drog. Kevin Jonas pravi, da je evangeljičanske vere.
Njegov najljubši pevec je John Mayer, njegovi najljubši igralci pa James Dean, Rachel McAdams in Hayden Panettiere.
Kevin Jonas je svojo dekle, Danielle Deleasa, bivšo kostumografinjo, spoznal na družinskih počitnicah na Bahamih leta 2007. 1. julija 2009 sta, po dolgoletnem razmerju potrdila, da sta se zaročila. Kevin Jonas in Danielle Deleasa sta se poročila 19. decembra 2009, za priči pa je Kevin Jonas vzel Nicka in Joeja Jonasa.

## Filmografija
| Filmi                        | Filmi                                                     | Filmi       | Filmi                                                                 |
| Leto                         | Naslov                                                    | Vloga       | Opombe                                                                |
| ---------------------------- | --------------------------------------------------------- | ----------- | --------------------------------------------------------------------- |
| 2008                         | Hannah Montana & Miley Cyrus: Best of Both Worlds Concert | On          | 3D koncertni film                                                     |
| 2008                         | Camp Rock                                                 | Jason       | Televizijski film                                                     |
| 2009                         | Jonas Brothers: The 3D Concert Experience                 | On          | 3D koncertni film                                                     |
| 2009                         | Band in a Bus                                             | On          | Resničnostni DVD                                                      |
| 2009                         | Noč v muzeju 2                                            | Angel       | Film                                                                  |
| 2010                         | Camp Rock 2: The Final Jam                                | Jason       | Produkcija se je začela pozno poleti leta 2009                        |
| Televizija                   |                                                           |             |                                                                       |
| Leto                         | Naslov                                                    | Vloga       | Opombe                                                                |
| 2008                         | Jonas Brothers: Living the Dream                          | On          | Resničnostna serija                                                   |
| 2009                         | JONAS                                                     | Kevin Lucas | Se trenutno predvaja na Disney Channelu                               |
| Stranski televizijski pojavi |                                                           |             |                                                                       |
| Leto                         | Naslov                                                    | Vloga       | Opombe                                                                |
| 2007                         | Hannah Montana                                            | On          | "Me and Mr. Jonas and Mr. Jonas and Mr. Jonas" (sezona 2, epizoda 16) |
| 2008                         | Disney Channel Games 2008                                 | On          | Tretja obletnica                                                      |
| 2008                         | Studio DC: Almost Live                                    | On          | Druga sezona                                                          |
| 2008                         | Popolna preobrazba doma                                   | On          | "The Akers Family" (sezona 6, epizoda 2)                              |
| 2008                         | Disney Channel's Totally New Year 2008                    | On          | Disney Channel                                                        |
| 2009                         | Saturday Night Live                                       | On          | Epizoda v 14. februarju 2009                                          |

## Diskografija

### Glasbeni albumi
- 2006: It's About Time
- 2007: Jonas Brothers
- 2008: A Little Bit Longer
- 2009: Lines, Vines and Trying Times

### Soundtracki
- 2008: Camp Rock
- 2009: Music from The 3D Concert Experience
- 2010: JONAS
- 2010: Camp Rock 2: The Final Jam

### EP-ji
- 2009: ITunes Live from SoHo
- 2009: Be Mine

### Singli
- 2005: "Mandy
- 2006: "Poor Unfortunate Souls"
- 2007: "Kids of the Future"
- 2007: "Year 3000"
- 2007: "Hold On"
- 2007: "S.O.S."
- 2007: "We Got the Party" (skupaj z Miley Cyrus)
- 2008: "When You Look Me in the Eyes"
- 2008: "Burnin' Up"
- 2008: "Lovebug"
- 2008: "Can't Have You"
- 2008: "Got Me Going Crazy"
- 2008: "Video Girl"
- 2008: "Shelf"
- 2008: "Sorry"
- 2008: "One Man Show"
- 2008: "BB Good"
- 2008: "A Little Bit Longer"
- 2008: "Pushin' Me Away"
- 2008: "We Rock" (skupaj z igralsko ekipo iz filma Camp Rock)
- 2008: "Play My Music"
- 2009: "Tonight"
- 2009: "Paranoid"
- 2009: "Fly with Me"
- 2009: "Keep It Real"
- 2009: "Send It On"
- 2009: "Love Is on Its Way"
- 2009: "World War III"
- 2009: "Should've Said No" (skupaj s Taylor Swift)
- 2009: "Before The Storm" (skupaj z Miley Cyrus)
- 2009: "Don't Charge Me For The Crime" (skupaj s Commonom)
- 2009: "Hey Baby" (skupaj z Johnnyjem Langom)
- 2009: "Tonight remix" (skupaj s Timbalandom)
- 2009: "Dumb" (skupaj s Timbalandom)
- 2009: "Stop The World" (skupaj z Demi Lovato)

### Videospoti
- 2005: "Mandy"
- 2006: "Poor Unfortunate Souls"
- 2006: "American Dragon Theme Song"
- 2007: "I Wanna Be Like You"
- 2007: "Kids of the Future"
- 2007: "Year 3000"
- 2007: "Hold On"
- 2007: "S.O.S."
- 2008: "When You Look Me in the Eyes"
- 2008: "Burnin' Up"
- 2008: "Lovebug"
- 2009: "Tonight"
- 2009: "BB Good"
- 2009: "Love Is On Its Way"
- 2009: "Paranoid"
- 2009: "Fly with Me"
- 2009: "Keep It Real"
- 2009: "Send It On"
- 2009: "Bounce"
- 2009: "We Got To Work This Out"